# Orla (Saale)
Pour les articles homonymes, voir Orla (homonymie).
L'Orla est une rivière de l'est de la Thuringe, affluent de la Saale, donc sous-affluent de l'Elbe.

## Géographie
Elle prend sa source à l'est de la ville de Triptis, où elle est endiguée par un barrage. La rivière coule sur 20 km vers l'ouest, traverse Neustadt an der Orla puis part vers le nord à Pößneck. Après 15 km, elle se jette dans la Saale près d'Orlamünde.
Les deux rivières donnent son nom à l'arrondissement de Saale-Orla.

## Toponymie
Il y a deux hypothèses. Le nom viendrait du slave, soit orel ou orol (aigle), soit are (ours).

## Source, notes et références
- (de) Cet article est partiellement ou en totalité issu de l’article de Wikipédia en allemand intitulé « Orla » (voir la liste des auteurs).